# Женская сборная Перу по хоккею на траве
Женская сборная Перу по хоккею на траве — женская сборная по хоккею на траве, представляющая Перу на международной арене. Управляющим органом сборной выступает Федерация хоккея на траве Перу (исп. Federación Deportiva Peruana de Hockey).
Сборная занимает (по состоянию на 6 июля 2015) 65-е место в рейтинге Международной федерации хоккея на траве (FIH).

## Результаты выступлений

### Мировая лига
- 2012/13 — не участвовали
- 2014/15 — ??-е место (выбыли в 1-м раунде)

### Чемпионат Южной Америки
- 2003 — 5-е место
- 2006—2010 — не участвовали
- 2013 — 6-е место
- 2014 — не участвовали